# 마이클 에런슨
마이클 에런슨(영어: Michael Aronson, 1983년 ~ )은 대한민국의 서울특별시에서 거주하고 있는 미국인으로 한국 문화에 대한 홍보 영상을 유튜브에 올려 화제가 되었다. 대한민국에서는 마익흘로 잘 알려져있다.

## 내력
미국 뉴욕 대학교에서 동아시아 지역학을 전공하였고, 2005년 연세대학교 교환학생으로 1학기 대한민국을 방문하였다. 그 당시 에런슨에게 매력적인 경험이 된 것은 연고전이였다고 한다. 에런슨은 동아시아에 관심을 가진 이유는 일본 때문였다고 밝혔으나, 대한민국을 방문하고 매력에 빠졌다고 한다. 뉴욕 대학교를 졸업하고 대한민국으로 다시 돌아와 현재 강남의 한 대형학원 기획팀에서 근무하고 있다. 그는 대부분 유튜브에서 한국 관련 홍보 동영상을 올리고 있다. 특히 한글랩, Seoul Subway Song 등은 특히 인기를 많이 받았다.